# Kyroland
Denna artikel handlar endast om ekonomiska regionen, Kyroland.
Kyroland (finska: Kyrönmaan seutukunta) är en av ekonomiska regionerna i landskapet Österbotten i Finland. 
Folkmängden i ekonomiska regionen Kyroland uppgick den 1 januari 2013 till 12 879 invånare, regionens  totala areal utgjordes av 865 kvadratkilometer och landytan utgjordes av 858  kvadratkilometer.  I Finlands NUTS-indelning representerar regionen nivån LAU 1 (f.d. NUTS 4), och dess nationella kod är 151.

## Förteckning över kommuner
Ekonomiska regionen Kyroland består av följande två kommuner: 
- Laihela kommun
- Storkyro kommun

Lillkyro kommun tillhörde ekonomiska regionen Kyroland fram till årsskiftet 2012/2013. Vid samma tidpunkt sammanslogs kommunen med Vasa stad.